# Immanuel ben Jacob Bonfils
Immanuel ben Jacob Bonfils (etwa 1300–1377) war ein Physikus, Mathematiker und Astronom des 14. Jahrhunderts.
Er lebte in Orange (Vaucluse) und später in Tarascon. Seine Astronomie leitete er hauptsächlich ab von Al-Battani und Levi ben Gershon. 1340–65 wirkte er in der Provence. 1365 beendete er in Tarascon sein astronomisches Tafelwerk.

## Werke
- Kanfe nesharim (wings of eagles) in sechs Teilen; bzw. Shesh kenafayim (six wings)